# 일리걸리즘
일리걸리즘(illegalism)이란 1900년대 초기 프랑스, 이탈리아, 벨기에 그리고 스위스 등지를 중심으로 개인주의적 아나키즘에서 파생된 철학이자 전술이다. 일리걸리스트들은 공공연히 라이프 스타일로서 범죄를 포용했다.

## 등장
1890년대 유럽에서 라바숄, 에밀 앙리, 오귀스트 바이양 그리고 카세리오 같은 이들이 아나키즘의 이름으로 대담한 범죄를 저지르기 시작하는데 이는 이후 행위의 프로간다라고 알려지게 된다. 이러한 시대적 배경속에서 일리걸리즘이 싹트기 시작한다.
일리걸리스트들은 막스 슈티르너의 에고이즘에 영향을 받았는데, 이전 운동에서 이들과 유사한 전술인 개인의 수복이라는 이론으로 도둑질을 정당화했던 개인주의적 아나키스트인 클레망 뒤발이나 마리우스 자코브 같은 이들과는 한가지 다른 지점이 있다. 일리걸리스트들은 자신의 행위에서 모든 도덕적 기반을 버리고, 즉 어떠한 신성한 이름으로 행위를 하는 것이 아니라 그들의 순수한 욕망을 실현하는 행위를 추구했다. 파리에서 이러한 환경은 알베르 리베르타드와 그의 동료들이 설립한 주간지 en:L’Anarchie와 Causeries Populaires를 중심으로 형성(매주 수도 주변의 여러 장소에서 정기적인 미팅이 열렸었다.) 되었다.

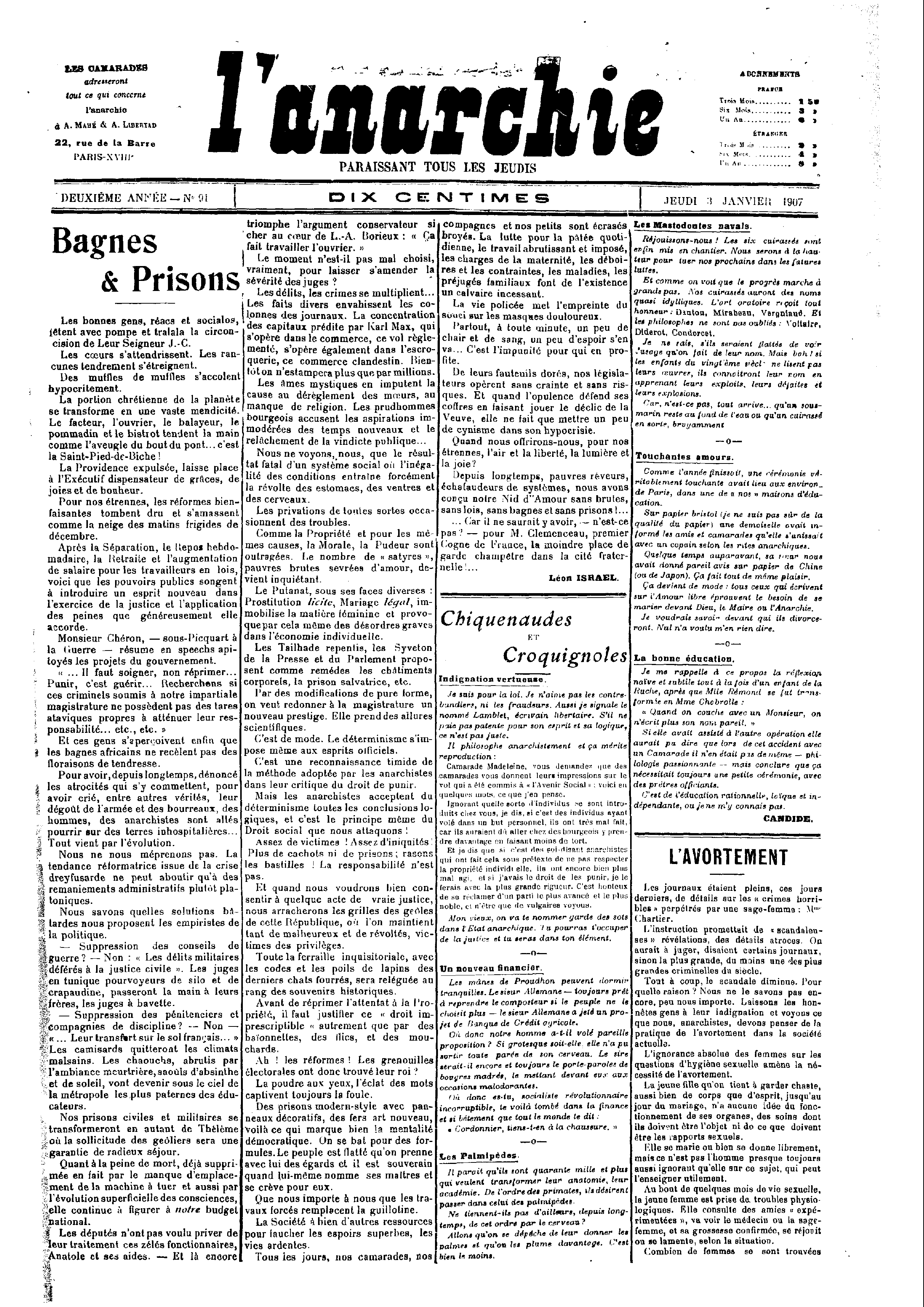
L’Anarchie, January 3, 1907

피터 크로포트킨을 비롯한 여러 아나키스트들이 그들의 초기 의구심 이후 노동조합에 들어가기로 결정한 것과 달리, 프랑스의 세바스티앙 포르의 Le Libertaire라는 신문을 중심으로 많은 '반생디칼리즘적 아나코 코뮤니스트'들이 남았다. 러시아에선 1905년 이후, 그러한 '반생디칼리즘적 아나코 코뮤니스트'들은 경제적 테러리스트이자 위법적 수용자가 된다." 일리걸리즘은 다음과 같은 특징 안에서 실천 됐다고 분석 된다. "아나키스트 폭탄마와 아나키스트 암살자들(행위의 프로간다) 그리고 아나키스트 강도들은(개인의 수복) 그들의 절망감과 견딜 수 없는 사회에 대한 반감을 폭력적으로 표현했다. 그들은 분명히 반란으로 초대받을 운명이었다. 그러나 좀 더 덜 드라마틱하게 "당시의 시대적 배경에서 그 용어는 법에 의해 금지된 경제적 문제의 유용한 해결책을 의미했다. 많은 이들이 그들의 활동 자금을 충당하기 위해 강도, 도둑질, 밀수, 그리고 위조등을 행했다."
개인에 의한 그러한 반란 행위 들은 장기적으로 봤을 때 대규모 봉기를 자극하여 혁명에 이를 수 있는 것으로 간주되었다. 이러한 전술의 활동가와 지지자들은 대표적으로 요한 모스트, 루이지 갈레아니 빅토르 세르주 그리고 세베리노 디 조반니 같은 이들이 있었다. "아르헨티나에서 이러한 경향은 극심한 억압이 있었으면서도 한번 강력한 노동 운동이 움찔거렸던 1920년대 말에서 30년대 동안 번성했다. 비록 절망적이었지만, 쇠락하는 운동의 영웅적인 몸부림이었다."

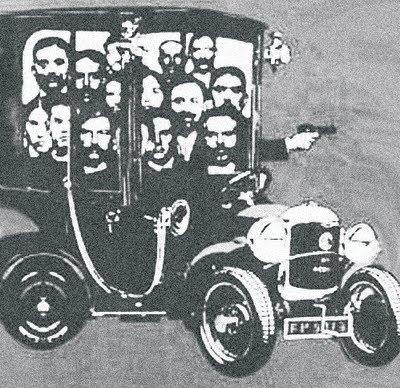
보노갱단의 캐리컬쳐

1911년에서 1912년 사이, 벨 에포크 시대에 프랑스와 벨기에를 중심으로 활동하던 보노 갱단은 일리걸리즘을 포용한 가장 유명한 이들이었다. 갱단은 자신을 일리걸리스트로 규정한 이들로 구성되어 있었고, 당시 프랑스 경찰조차 사용하지 못할 정도로 첨단 기술이었던, 자동차와 연발 소총으로 무장하고 있었다.
본래 이들은 언론에 의하여 단순히 "The Auto Bandits"라 불렸지만, 쥘 보노가 당시 인기있던 일간지인 Petit Parisien와 인터뷰를 하게 된 이후 "보노 갱단"이라 불리게 된다.

## 비판
일리걸리즘에 대한 옹호는 아나키즘 전류 내에서 엄청난 논쟁을 유발했으며, 특히 개인에 의한 반란 행위보다 노동투쟁을 중시하는 아나코 생디칼리스트들 과의 많은 격론이 있었다. 또한 많은 사회주의자들은 일리걸리즘이 니힐리즘이라고 비판했다.
한때 열렬한 일리걸리즘의 옹호자이자, 보노 갱단을 숨겨준 죄로 체포되어 5년동안 수감된 적이 있었던 빅토르 세르주는 이후 일리걸리즘 비판자가 된다. 그는 그의 자서전인 '한 혁명가의 회고록(Memoirs of a Revolutionary)'에서 일리걸리즘을 "집단적 자살행위"라고 비판했다. 비슷하게 마리우스 자코브 1948년 일리걸리즘에 대한 회의를 표명했다.

## 영향
일리걸리즘은 오늘날 반란적 아나키즘과 포스트-레프트 아나키즘으로 업데이트되었다. 스페인과 라틴 아메리카에서는 요망고라는 캠페인이 등장했는데, 여기에서는 개인의 수복이 업데이트된 형태로서 들치기(shoplifting)을 옹호한다.
호르스트 판타치니는 (1939 3월 4일 - 2001년 12월 24일) 이탈리아계 독일인이자 개인주의적 아나키스트였는데, 2001년 그가 죽을때까지 라이프 스타일로서 일리걸리즘을 추구했다. 그는 이탈리아를 비롯한 여러 나라에서의 은행 강도 행위로 미디어의 악명을 얻었다. 1999년 그의 삶을 다룬 Ormai è fatta!라는 영화가 나오기도 했다.

## 인용문
| “ | 혁명가는 궁극적으로 일리걸리스트다. 언제나 법의 적합성에 맞춰 행동하는 자는, 기껏해야 잘 길들여진 짐승일 뿐이며 결코 혁명가가 될 수 없다. 법이 곪아감에 따라 혁명이 태어난다. 법을 존중하면서 혁명이 가능하다고 주장하는 것은 사기이자 모순이다. 자유를 갈망하는 이에게 법은 멍에이며, 자유롭고 싶다면 누구나 그것을 깨부술 수 있어야 할 것이다. 법이 우리를 강탈해간 주인들에게서 부를 되찾는 것을 금지하며 그들을 보호할 뿐인 곳에서 법적인 수단을 통해 노동자의 해방을 달성할 수 있다고 주장하는 자는 사기꾼일 뿐이다. 그들에 대한 수용은 인류의 해방을 위한 필수적인 조건이어야 한다. 그러한 목적에 있어서 법은 장벽이며, 우리는 이 장벽과 함께 해방될 수 없을 것이다. 인류가 쟁취한 모든 자유는 법을 뛰어넘어 그들을 타도한 일리걸리스트들의 작품이었다. 폭군이 칼에 찔리고, 죽어나갔다. 이는 어떠한 법률이나 합법적인 수단으로도 불가능했을 일이었을 것이다. 수용은 법에 복종하는 것이 아닌, 그것을 부수어 버릴 때만이 가능하다. 이것이 혁명가이고자 한다면 일리걸리스트가 되어야 하는 이유이다. 오래된 길에서 벗어나 범죄에 대한 새로운 길을 개척하라. | ” |
|   | — 리카르도 플로레스 마곤 |   |

| “ | 이 사회에서는 경찰과 그들의 보스들을 제외 한다면 모두가 잠재적 범죄자로 간주되며, 끊임 없이 감시되고 모든 움직임이 기록되며 통제되는 장소가 있다. 나는 물론 감옥에 대해 말하고 있다… 그러나 점점 더 빠른 속도로 이 묘사는 더 많은 공적인 공간에 적합하게 될것이다. 쇼핑몰과 주요 도시의 비즈니스 구역은 CCTV의 감시하에 있다. 무장한 경비원은 학교 도서관 병원 및 박물관을 순찰한다. 공항과 버스 정류장에서 우리는 검색 대상이다. 경찰의 헬리콥터는 도시뿐만 아니라 심지어 범죄를 찾기위해 숲 위를 넘어 비행한다. 경찰의 방법론인 투옥이라는 방법론은 점차 사회 전체에 적용되고 있다. 이 과정은 공포를 통해 부과되며 당국은 우리를 범죄자, 테러리스트, 약물과 폭력으로부터 보호해야 한다는 명분으로 이를 정당화한다. 그러나 두려움이 가득한 순간마다 우리를 위협하는 이 괴물들인 테러리스트들과 범죄자들은 누구인가? 잠시 신중하게 고려하면 이 질문에 답할 수 있다. 이 세상의 통치자들의 눈에서 우리는 적어도 잠재적인 괴물이며 테러리스트이자 범죄자이다. 결국 그들이 단속하고 감시하는 자는 우리들이다. CCTV로 감시되며 버스 정류장에서 검색 대상이 되는 것은 바로 우리들이다. 이러한 일들에 사람들이 너무도 명확하게 눈이 멀어버린 다는 사실을 의아해 할 수 도 있을 것이다. 공포는 사회 규칙을 만드는 역할을 하며 심지어 우리가 간청하게 하여 우리를 단속하게 만든다. 부모는 자녀의 지문을 FBI와 연결된 경찰기관에 등록한다. 플로리다에 소재한 Applied Digital Solutions(ADS)라는 회사는 개인의 의료및 기타 정보를 보유한 베리칩(AKA "Digital Angel")를 만들어 피부 아래에 이식하려고 한다. 그들은 사람들이 ‘그들 자신의 보호’를 위해 이를 사용하길 장려하고 있다. 이식을 받은 사람들은 곧 GPS 네트워크에 연결되어 지속적으로 감시 될것이다. 또한 밀고를 장려하는 수십개의 프로그램이 있으며 당국이 찾아 나서는 것을 밀고한 이에게 보상을 준다는 점에서 이는 감옥을 연상시킨다. 물론 다른 죄수들은 그 쓰레기들에게 다른 태도를 취할 것이다. 그러나 이것은 우리 주변에 건설되고 있는 감옥 사회의 풍경에 대한 순전한 묘사에 불과하다. 이러한 과정에 맞서기 위해 이 상황을 이해하고자 한다면, 좀 더 깊은 분석이 필요하다. 감옥과 단속은 범죄가 존재한다는 아이디어에 의존하고 있으며, 그리고 이 아이디어는 법에 의존하고 있다. 법은 국가의 시민들의 행동이 판단될 수 있다는 객관적인 현실로 묘사된다. 사실 법은 일종의 평등을 만들어낸다. 아나톨 프랑스는 법 앞에서 왕과 거지 모두 빵을 훔쳐 다리 아래서 자는 것을 금지 당했다고 지적하면서 이를 역설적으로 표현했다. 이로서 우리 모두 법 앞에 평등해 진다는 것은 분명하다. 왜냐하면 단순히 우리 모두가 개인적인 감정이나, 관계, 욕망과 필요가 없는 공허한 무언가가 되어버리기 때문이다. 법의 목적은 사회를 규제하는 것이다. 사회 규제의 필요성은 그안의 모든 구성원들의 필요나 욕망을 충족 시키지 못한다는 사실을 암시한다. 이것은 오히려 그것을 만들어 내는 사람들의 대부분을 속이기 위해 존재한다. 물론 이러한 상황은 가장 심각한 종류의 불평등이 존재하는 곳에서만 존재할 수 있다. 자신의 조건에 따라 자신의 삶을 창조하는 수단에 대한 접근의 불평등이다. 상위 계급에게는 사회적 불평등의 상태가 재산과 권력이라는 두 가지의 이름을 가진다. 반면 하위 계급에게 이것은 빈곤과 복종이다. 법은 이 사회의 불평등을 평등으로 둔갑시켜 사회의 지배자에게 봉사하는 거짓말이다. 모든 사람이 그들의 삶을 그들의 양식대로 창조할 수 있도록 존재 조건에 대한 완전하고 평등한 접근이 가능한 상황에서만 개성은 번성할 수 있을 것이다. 꿈과 욕망의 광대한 배열은 분명히 무한한 열정, 사랑과 증오, 갈등과 친화력을 만드는 자신을 표현할 것이다. 재산이나 권력이 존재하지 않는 이 평등은 개성의 무섭고 아름다운 비위계적 불평등을 표현할 것이다. 반대로, 자신의 삶을 창조하기 위한 수단에 대한 불평등이 존재하는 곳, 즉 대다수의 사람들이 자신의 삶을 포기한 곳, 모든 사람이 아무것도 아닌 자가 되기 때문에 모두가 평등해 지는 곳이있다. 이것은 재산과 권력을 가진 사람들에게 조차도 마찬가지이다. 왜냐하면 사회에서 그들의 지위는 그들이 누구인지에 근거하지 않고, 그들이 가진것에 기반하기 때문이다. 재산과 권력은(개인이 아닌 역할에 달려있는 것)항상 이 사회에서 가치가 있는 것이다. 법 앞의 평등은 지배자들이 지배 하는 질서를 보존함으로서 지배자에게 봉사한다. 법 앞의 평등은 그것을 유지하기 위한 사회적 불평등을 숨긴다. 그러나 물론 법은 사회질서를 말로서 유지하지 않는다. 법의 말은 그 뒤에 물리적인 힘이 없다면 무의미하다. 그리고 그 물리적인 힘은 경찰, 사법및 감옥과 같은 집행과 처벌의 시스템으로서 존재한다. 법 앞의 평등은, 우리 자신의 삶을 우리자신의 양식대로 창조하기 위한 존재의 조건에 대한 접근의 불평등을 숨기기 위한 겉치장이다. 현실은 이 겉치장을 끊임없이 뚫어 내고 이 상태는 오로지 무력과 공포에 의해 통제된다. 이 세계의 지배자들의 입장에서, 우리는 모두 범죄자(적어도 잠재적으로)들이며 그들의 고요한 잠을위협하는 괴물이다. 왜냐하면 우리는 모두 법의 베일을 넘어 법을 무시하고 우리의 삶을 되찾을 수 있는 잠재적인 힘을 지녔기 때문이다. 그러므로 법 그자체는(그리고 그것을 필요로 하는 재산과 권력의 사회적 질서)는 우리를 범죄화함으로써 우리를 평등하게 만든다. 따라서 투옥과 단속을 야기하는 법과 사회의 질서가 전세계의 슈퍼마켓의 개발과 함께 보편적인 것이 된것은 이것의 논리적인 귀결이다. 이 점에서 법을 좀 더 공정하게 만드는 것은 무의미하다는 것을 분명히 해야 한다. 경찰을 감시하는 것은 아무 쓸모가 없다. 모든 개혁은 필연적으로 시스템에 통합될 것이고 법률의 수를 늘리고 감시와 단속의 수준을 올림으로서 사회를 더욱 감옥처럼 만들 것이기 때문에 이를 개혁하려는 시도는 무의미하다. 우리가 우리 자신의 삶을 살도록 이 상황에 응답할 수 있는 유일한 방법이 있다. 그것을 파괴하기 위해 이 사회를 공격하는 것이다. | ” |
|   | — Wolfi Landstreicher. Why Do We All Live in Prison? Prison, Law and Social Control |   |

| “ | 경제는(삶에 대한 생존의 지배) 다른 모든 종류의 지배를 유지하기 위한 본질적인 요소다. 희소의 위협이 없이는 사람들을 노동과 보수라는 일상에 복종 시키기 어려워 질것이다. 우린 경제화된 세계에 태어났다. 재산의 사회적 제도는 희소성을 매일의 위협으로 만들었다…... 자신의 삶을 자신의 것으로 창조하고자 하는 우리 같은 이들에게 있어서, 사회를 유지하기 위한 본질적인 요소인 이 지배는, 우리가 공격해서 파괴해야할 적이다. 이런 이해를 바탕으로 도둑질과 스콰팅은 반란적 삶의 프로젝트의 일부로서 중요한 역할을 맡을 수 있다. 복지 사기, 자선 단체의 급식, 쓰레기 뒤지기, 구걸등은 누군가 정규적인 일을 구하지 않고 살아가게 해줄지는 몰라도, 경제를 공격하지 않으며 그 안에서 작동한다. 도둑질과 스콰팅 또한 종종 그저 생존의 전략일 수가 있다. “집의 권리”를 요구하거나 그들의 스쾃을 합법화 하길 원하는 스콰터들, 그리고 오직 무의미한 상품의 축적을 위해 다른 노동자들처럼 “직업”으로서 활동하는 도둑들은 경제를 파괴하는 것에 관심이 없다… 그들은 단지 이 부의 공정한 몫을 요구할 뿐이다. 그러나 반란적 삶의 일부로서 스쾃과 도둑질을 포용하고 이로써 경제논리에 반항하는 이들이 있다. 이 논리에 의해 강요된 희소성을 받아들이기를 거부하고, 그들이 만들지 않은 세계에 복종하길 거부하며, 그러한 반란군들은 기회가 있을 때마다 허가를 구하지 않고서 그들이 욕망하는 것을 취한다. 이렇게 사회의 경제적 규칙에 거역함으로써 그는 그 자신의 풍요로운 세계를 되찾는다. 그리고 이것은 반란의 행위다. 사회적 통제를 유지하기 위해서, 개인의 삶은 도난되어야 한다. 그들의 공간에서 우리는 노동과 보수라는 지루한 존재로서 경제적 생존에 시달린다. 우린 우리의 삶을 되살 수 없으며, 되돌려 달라고 구걸할 수도 없다. 우리의 삶은 우리가 다시 훔쳐낼 때만이 우리의 것이 될 것이다. 그리고 이것은 허가를 구하지 않고 우리가 원하는 것을 취하는 것을 의미한다. | ” |
|   | — Wolfi Landstreicher. STEAL BACK YOUR LIFE(네 삶을 다시 훔쳐) |   |

| “ | 이것이 알려지게 하자. 우리가 이 사회의 야만적인 군대의 선봉임을 마침내 이해시키도록 하자. 우리는 법과 통제를 벗어나, 미덕과 도덕, 근면에 대한 존중심을 갖지 않는다. 이것들은 우리를 억압하고, 박해하고, 추적할 뿐이다. 반역자는 슬픈 대안에 앞에 끊임없이 자신을 돌아본다. 사회에 복종하며 우리의 의지를 제거하고 착취당하는 비참한 무리로 돌아가거나, 사회라는 괴물 전체에 대항한 전투를 받아들이자. 우린 전투를 선호한다. 적들의 진영에서 포위되어 괴롭힘을 당하고 있는 우리에게 모든 무장은 좋다. 보스와 판사들 군인과 경찰들은 모두 우리를 제거하기 위해 단결했다. 우리는 그들의 규범과 도덕과 편견에 대한 깊은 멸시와 함께 자신을 방어한다. 우리에게 노동을 해방할 권리를 거부함으로써, 사회는 우리에게 훔쳐낼 권리를 주었다. 부르주아들이 세상의 모든 부를 소유함으로써, 그들은 우리에게 우리의 필요를 충족시키기 위해 필요한 것들을 되찾을 권리를 주었다. 반권위주의자로서, 우리는 누구도 억압하지 않고, 누구에게도 억압받지 않으며 자유롭게 살고자 하는 불타는 결의를 가지고 있다. 현재의 사회는 최악의 부조리한 이기주의와 부당함과 억압에 기초하여 우리에게 이를 부인한다. 굶주림으로 죽지 않기 위해 우리는 다양한 수단에 의존해야 한다. 우리를 의기소침하게 만들고 망연자실하게 하는 임금 노동자의 위치를 받아 들이거나, 그렇지 않다면 법의 가장자리라는 수단을 통해 수렁에서 우리 자신을 구원하고 훔쳐내는 위험한 범죄적 존재가 되어야 한다. 이것이 알려지게 하자! 존재를 빼앗기 위해서 노동(작업장의 노예제에 대한 우리 자신의 굴복)은 도둑질 만큼 편리한 수단이라는 것을! 우리가 싸움에서 풍족하고 광대한 삶을 정복하지 못했다면, 우리가 의지하도록 강요하는 다양한 사회조직적 수단은 최후의 수단에 지나지 않다. 그러니 우리의 기질과 상황에 맞춰 우린 우리에게 가장 적합한 것을 선택한다. 너의 규범과 법률, 너의 "근면함"이 우리를 얼마나 비웃게 하는지 알지 못하리라! 그리고 이것이 성난 부르주아지와 판사와 근면한 짐승들과 선동적 저널리즘에 직면하여 "런던의 도적들은 우리의 동지다!"라고 선언하는 이유다. 그들은 또한 우리가 자랑스러워할만한 고귀한 도적이다. 우린 그들을 위해 유감의 말과 눈물을 흘리지 않을 것이다. 아니! 그들의 죽음은 우리에게 모범이 될 것이며, 숭고한 러시아 동지들의 좌우명과 함께 우리의 기억에 새겨질 것이다. "아나키스트는 결코 항복하지 않는다!" 아나키스트는 항복하지 않는다! 군중의 외침이나 재판하는 자들의 비난, 경찰의 총알조차도 이를 이루어 내지 못한다! 아나키스트는 항복하지 않는다! | ” |
|   | — 빅토르 세르주, Anarchists — Bandits |   |

| “ | 범죄에서 지금껏 에고이스트는 자신을 주장하며 신성을 조롱했다. 신성의 파괴는 일반적인 것이 될 수 있다. 혁명은 결코 보답하지 않는다. 그러나 거대하고 무모하고 부끄럼 없으며 가책 없이 긍지 높은 범죄가 저 너머에서 천둥소리를 내며 다가오는 것이 들리지 않는가? 하늘이 불길하게 조용해지며 어둑해지는 것이 보이지 않는가? | ” |
|   | — 막스 슈티르너, "The Unique and Its Property" p. 253 |   |

| “ | 개인의 자유는 그의 힘이 끝나는 곳에서 끝난다. 만일 내가 원하고, 나의 힘이 허락한다면, 나는 타인에게 명령을 내릴 수 있다. 그러나 그들은 이 힘을 인정하고 존중할 의무가 없기 때문에, 이들에 행사된 힘은 권위가 아니다. 만일 자신을 지배하려는 시도를 방해하기 위해 반란을 일으키고 그들의 힘을 사용한다면, 그들 위에 군림할 누구도 없이 그들은 자유로울 것이다(아나키). 그러나 반대로, 온순한 자들과 겁쟁이들이 반란을 일으키지 않은 채, 그들이 지배받게 내버려 둔다면, 우리는 생물학적 의미에서의 최고의 승리를 보게 될 것이다(천부적 귀족제, Natural aristocracy). 권위는 그것이 가장하는 신성한 이름(신, 도덕, 사회 등)으로 행해지는 권력이다. 이 권력은 사람이 이를 타도할 힘과 활력을 소유하고 있더라도 숭배하고 봉사해야 한다. 이 권위를 파괴하기 위해서는 슈티르너가 말한 범죄를 저지름으로써 신성을 타도해야 한다. 오직 이를 통해서만 우린 아나키스트일 수 있을 것이다. | ” |
|   | — Enzo Martucci, a note on authority |   |

| “ | 아나키스트로서 폭력적인 수용의 행위를 옹호하는 두 번째 이유는 이것이 영웅적이기 때문이다. 이것은 절망적인 “프롤레타리아” 계급에 속해 있으면서도, 활력이 넘치는 대담한 소수에 의해서만 사용될 수 있는 힘과 해방의 무기로서 도둑질을 포용하는 영웅적인 이유이다. 격렬하고 활기찬 천성을 지니고 자유로운 정신과 독립심이 충만하며, 도덕적, 인간적, 사회적이거나 지적인 모든 종류의 노예제의 족쇄에 속박되는 것을 받아들일 수 없고, 가장 수치스러우며 고행적이고 모멸적인 노예제인 경제적 노예제를 받아들일 수 없으며 그의 핏줄 속에서 약동하는 활력과 사자 같은 용맹함을 억누를 수 없을 때, 마음에서 수천 번의 비극적인 천둥이 번쩍일 때, 정신에서 억누를 수 없는 끝없는 재개의 불꽃이 타오를 때, 상상의 영역에서 수천의 미지의 세계가 번뜩일 때, 만족하지 못하는 수천 개의 욕망이 심장과 육신에서 전율하며 고동칠 때, 모든 인간의 거짓말과 사회의 관습을 불태우고 파괴하는 영웅적인 사고가 두뇌에서 번쩍일 때, 그 활기가 넘치는 대담한 소수는 힘과 해방의 무기로서 도둑질을 포용한다. | ” |
|   | — 렌조 노바토레, In Defense of Heroic and Expropriating Anarchism |   |

보노 갱단의 사건은 몇몇의 예외를 제외 하고는 당대의 많은 아나키스트들을 당황하게 만들었다. 하지만 라이오넬은(일리걸리즘의 옹호자인) 이 논쟁의 근본으로 돌아가 개인을 희생시켜서 집단적 정체성을 우위에 두는 많은 아나키스트들에게 되물었다.
| “ | 아나키스트는 사회에 대항한 정당한 방어를 할 수 있는 상태에 있다. 태어나는 순간 그는 그의 일이 아니며, 그의 존재 이전에 만들어졌고, 그를 거치지 않았으며 그에게 적대하는 법의 무게에 짓눌린다. 자본은 그에게 두 가지 선택을 강제한다. 그것의 노예가 되거나, 반역자가 되거나. 이 절망적인 선택지를 마주하고 그는 빈곤과 박탈에 시달리면서 결핵에 걸려서 천천히 죽어가는 것 대신에, 그의 적과 맞서다 자랑스럽게 죽기 위해 반역자가 되길 택한 것이다. 당신은 그런 선택을 감행한 자를 감히 부인할 수 있겠는가? 게다가 당신이 설교하는 혁명은 집단적 반란이자 집단적 범죄가 아닌가? 그리고 당신은 그 범죄를 너무도 많은 훌륭한 이론을 통하여 정당화하지만, 어째서 그 범죄를 개인이 행하는 것을 거부하는가? 만일 노동자들이 그들의 노동이 도둑질 당함으로써 얻어진 부를 무력을 통해서라도 되찾을 권리가 있다면, 그리고 그것을 범죄를 통해서라도 옹호할 권리가 있다면, 단지 노동자로 규정되길 원하지 않는 외딴 개인에게도 동일한 권리가 있다. | ” |
|   | — Richard Parry, "The Bonnot Gang" pp. 169 |   |

집단적 정체성의 우위를 부정하는 것, 이것이 개인주의적 아나키즘이 다른 아나키즘에서 분리되는 지점이었다. 이것은 수많은 도덕과 이론에 대한 의문을 제기하게 했다. 예를 들어 "살인하지 말지어다"라는 도덕적 계명은 아나키즘과 자본주의 모두에게서 이론적으로 추양 받는다. 그러나 사회는 일반적으로 살인에 반대하는듯하지만 살인에 대한 사형제가 존재하며, 국가의 대리인들이 특정한 상황에서 살인을 하도록 허가한다. 그리고 노동계급에게 강제되는 억압적인 사회적 조건을 통해 사회적으로 조직화된 살인이 자행되고 있다. 이 모든 것들은 집단성의 이름, 사회라는 이름으로 자행된 일이었다. 동시에 아나키스트들은 일반적으로 살인이 나쁘다고 생각하지만 특정한 상황(독재자나, 민중을 억압하는 국가의 대리자 등에 대한 암살)이나 혁명의 상황에서 지배계급을 수호하는 이들에 대한 살인을 저지르는 것은 옳다고 주장한다. 말하자면 아나키스트든 자본주의자든 대부분의 인간 그 차체든 간에 살인하지 말지어다라는 계명은 집단적 정체성(대중을 대신하거나 혹은 사회를 보호하기 위해)을 우위로 두는 한 어떠한 도덕적 절대성도 가지지 않는 것이었다. 이것이 바로 슈티르너의 사회는 기본적으로 조직화된 폭력이며 개인이 이에 맞서는 것에는 어떠한 반대도 없어야 한다는 주장이 호소력을 갖는 이유였다. 만일 정치가 다른 수단에 의해 연장되는 전쟁(클라우제비츠의 금언을 뒤집어서)이라면 보노 갱단은 잔인하지만 죄수로서의 태도를 버리고 단순히 계급 전쟁의 기본으로 돌아간 것이었다.

## 같이 보기
- 무도덕주의
- 반란적 아나키즘
- 행위의 프로파간다
- 수용적 아나키즘
- en:Social bandits

## 더 읽을거리
- Parry, Richard (1986). 《The Bonnot Gang》. Rebel Press. ISBN 0-946061-04-1.
- "The "illegalists" by Doug Imrie. From "Anarchy: a Journal Of Desire Armed", Fall-Winter, 1994-95
- Cacucci, Pino (2006년 7월 25일). 《Without a Glimmer of Remorse》. Christie Books. ISBN 1-873976-28-3.
- On Illegalism and Ultra-Leftism. Philippe Gavi, J-P Sartre, & Pierre Victor. Gallimard, Paris, 1974
- "Illegalism and Insurrectionary Anarchism" by Freedom